# Go to Hell, Miss Rydell
Go to Hell, Miss Rydell är Pelle Carlbergs första EP, utgiven 2005 på Labrador. Låtarna "Go to Hell, Miss Rydell" och "Musikbyrån Makes Me Wanna Smoke Crack" återfinns även på debutalbumet Everything, Now!. "Before I Was Smart" är en nyinspelning av Edsons låt med samma namn, ursprungligen utgiven på albumet Unwind with Edson (2001). Övriga spår är tidigare outgivna.
Låten "Go to Hell, Miss Rydell" handlar om skivrecensenten och journalisten Malena Rydell och en negativ recension som hon gav en Edson-skiva (Carlbergs tidigare band). Carlberg tog illa vid sig av recensionen, letade upp Rydells telefonnummer och ringde upp henne för att prata om recensionen. Rydell avböjde emellertid samtalet, varför Carlberg istället valde att kommunicera sina känslor genom att skriva en låt om händelsen.

## Låtlista[1]
Alla låtar är skrivna av Pelle Carlberg.
1. "Go to Hell, Miss Rydell" - 3:40
2. "Musikbyrån Makes Me Wanna Smoke Crack" - 3:13
3. "Full of Emptiness" - 3:17
4. "Before I Was Smart" - 3:37
5. "Beer Built This Beautiful Body" - 3:38

## Personal[1]
- Amanda Hofman-Bang - cello (2, 4)
- Filip Carvell - bas, bakgrundssång
- Helena Söderman - piano (4), sång (3)
- Pelle Carlberg - sång, gitarr, producent, inspelning, låtskrivare